# Dénudation
Pour l’article homonyme, voir Dénudation veineuse.

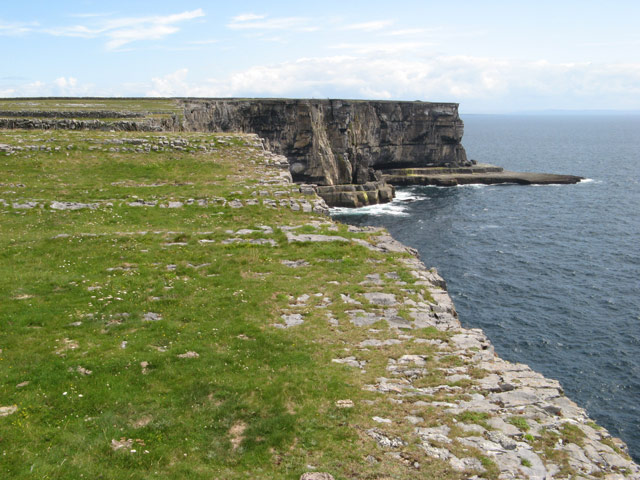
Érosion causée par le mouvement incessant des vagues

La dénudation, en géologie, désigne les processus qui entraînent l'usure de la surface de la Terre par l'eau en mouvement, la glace, le vent et les vagues, entraînant une réduction de l'altitude et du relief des paysages. 
Les processus de dénudation suppriment le régolithe jusqu'à l'exposition de la roche sous-jacente.
Les processus endogènes tels que les volcans, les tremblements de terre et la tectonique des plaques soulèvent et exposent la croûte continentale aux processus exogènes de météorisation , d'érosion et d'instabilité gravitaire.
Dans de nombreux cas, l'érosion et la dénudation sont résumées dans le terme érosion. Lorsque les géologues parlent d'exhumation, ils distinguent généralement la dénudation tectonique (processus en extension d'effondrement ou d'étalement gravitaire) et la dénudation érosive. 

## Médecine et psychologie
Le terme est également utilisé dans d'autres sciences, par exemple en médecine et en psychologie, au sens d'« exposition ».